# Satyricon (album)
Satyricon je osmi studijski album norveškog black metal-sastava Satyricon. Diskografska kuća Roadrunner Records objavila ga je 8. rujna 2013. u Europi, Indie Recordings objavio ga je dan poslije u Norveškoj, a Nuclear Blast objavio ga je 17. rujna 2013. u Sjevernoj Americi.

## O albumu
Skupina je snimala album u trima studijima od veljače do svibnja 2013. Frontmen Satyr o naslovu albuma izjavio je: „Najlogičniji potez na svijetu bio je nasloviti taj album Satyricon. Nikad prije nismo snimili album koji na takav način zahvaća bit ove skupine”. Skupina se pri snimanju služila analognom opremom kako bi album slušateljima zvučao „kao da [su] u prostoriji sa Satyriconom”.
Skupina je 12. kolovoza 2013. objavila pjesmu „Our World, It Crumbles Tonight”, a 4. rujna te godine objavila je spot sa stihovima te pjesme. Dana 9. rujna, istog dana kad je uradak objavljen u Norveškoj, skupina je objavila spot sa stihovima za pjesmu „Phoenix”, na kojoj gostuje norveški pjevač Sivert Høyem. Spot za tu pjesmu snimljen na Satyriconovu nastupu sa Zborom Norveške opere u Operi u Oslu objavljen je 10. studenoga te godine.    Posljednja pjesma za koju je skupina objavila spot sa stihovima jest „The Infinity of Time and Space”, koji je izdan 26. rujna 2013.
Uradak je dosegao prvo mjesto na službenoj norveškoj ljestvici albuma.

## Popis pjesama
Tekstovi: Satyr, osim za pjesmu „Phoenix”, čiji je tekst napisao Sivert Høyem, glazba: Satyr.
| 1.    | »Voice of Shadows« (instrumentalna pjesma) | 2:36 |
| 2.    | »Tro og Kraft« (Vjera i snaga)             | 6:01 |
| 3.    | »Our World, It Rumbles Tonight«            | 5:13 |
| 4.    | »Nocturnal Flare«                          | 6:38 |
| 5.    | »Phoenix«                                  | 6:32 |
| 6.    | »Walker upon the Wind«                     | 4:48 |
| 7.    | »Nekrohaven«                               | 3:12 |
| 8.    | »Ageless Northern Spirit«                  | 4:44 |
| 9.    | »The Infinity of Time and Space«           | 7:48 |
| 10.   | »Natt« (Noć; instrumentalna pjesma)        | 3:44 |
| 51:12 |                                            |      |

| 11. | »Phoenix (Recording Session Rough Mix)«          | 6:32 |
| 12. | »Our World, It Rumbles Tonight (Deeper Low Mix)« | 5:07 |
| 13. | »Natt (Wet Mix)«                                 | 3:34 |

## Recenzije
| Recenzije               | Recenzije |
| Izvor                   | Ocjena    |
| ----------------------- | --------- |
| Angry Metal Guy         | 2/5       |
| BraveWords              | 6/10      |
| Metal.de                | 9/10      |
| Metal Hammer            | [ 18 ]    |
| Metal Hammer (Njemačka) | 6/7       |
| Metal Injection         | 6/10      |
| PopMatters              | 5/10      |
| Sputnikmusic            | 2,1/5     |

Dobio je podijeljene kritike. U recenziji za Metal Hammer Dom Lawson dao mu je četiri i pol zvjezdice od njih pet izjavivši da „pjesme pršte od nadute žestine, [a sadrže i] novootkriven smisao za melodiju koji daje svježinu najizravnijim [glazbenim] napadima toga albuma” i zaključivši da „Norvežani i dalje jačaju dok još jednom ponovno određuju što to znači ovladati moći tame”. Njemačka inačica Metal Hammera dala mu je šest bodova od njih sedam, opisala ga je kao „glazbu koja ugađa glavnoj struji, a opet je istodobno prepuna mržnje i zlobe” i zaključila je da je tim uratkom „Satyricon sam sebi podignuo spomenik”. U osvrtu za Metal.de recenzentica Astrid izjavila je da, „kad ga prvi put čujete, zvuči prilično obično”, ali da „nakon nekoliko slušanja pokazuje svoj puni potencijal”. Dodala je da je samo ime albuma „spomenik, iskaz koji se ne može povući” i da sastav „svake minute opravdava taj iskaz”. Dala mu je devet bodova od njih deset.
Pišući za BraveWords, David Perri komentirao je kako se „Satyricon nastavlja bizarno ljubakati s razočaravajućom, nenadahnutom i nezanimljivom glazbom” i da „nas je počastio vjerojatno najmanje upečatljivim albumom u svojoj karijeri”. Međutim, istaknuo je pjesme „Walker upon the Wind” i „Ageless Northern Spirit” i komentirao da su to „trenuci kad Satyr i Frost ne zvuče kao da mjesečare”. Dao mu je šest bodova od njih deset. Jednaku mu je ocjenu dao i recenzent Metal Injectiona, koji je izjavio da zvuči kao „manje nadahnuto recikliranje [albuma] The Age of Nero”. Dodao je da „lijepo teče s jednoga kraja na drugi”, ali da je slušatelj „na kraju tek koliko-toliko zadovoljan, a ne zapanjen”. Dean Brown dao mu je pet bodova od njih deset u recenziji za PopMatters opisavši ga „opreznim albumom sa smislom za eksperimentiranje” i izjavivši da „očajnički želi otkriti svoju pravu narav, ali i dalje je prikovan za prošlost”.
Sputnikmusicov recenzent dao mu je 2,1 bod od njih pet i zaključio je da je „užasno dosadan” te da „sve na [njemu] zvuči nevjerojatno uškopljeno” premda je izjavio da je „The Infinity of Time and Space” „dobra pjesma”. Angry Metal Guy dao mu je dva boda od njih pet napisavši da „[u] najboljem slučaju sadrži odbačene pjesme s The Age of Nera i Now, Diabolicala, a u najgorem je album koji su uništile grozne odluke i beživotna produkcija”.

## Zasluge
| Satyricon - Satyr – vokal, gitara, bas-gitara, klavijatura; udaraljke (na pjesmi „Phoenix”); miksanje, produkcija - Frost – bubnjevi Dodatni glazbenici - Gildas Le Pape – gitara, dodatna bas-gitara - Sivert Høyem – vokal (na pjesmi „Phoenix”) - Kjetil Bjerkestrand – harmonij (na pjesmi „Natt”) - Erik Ljunggren – klavijatura; inženjer zvuka - Karl Oluf Wennerberg – udaraljke (na pjesmi „Phoenix”) | Ostalo osoblje - Mike Hartung – inženjer zvuka - Jacob Dobewall – inženjer zvuka - Nate Yaccino – inženjer zvuka - Sam Hoffstedt – inženjer zvuka - Paul Logus – mastering - Adam Kasper – miksanje - Sune Eriksen – fotografija - Fredrik Melby – ilustracije |

## Ljestvice
| Ljestvica                                    | Najviša pozicija |
| -------------------------------------------- | ---------------- |
| Austrija                                     | 36.              |
| Belgija (Flandrija)                          | 108.             |
| Belgija (Valonija)                           | 148.             |
| Finska                                       | 6.               |
| Norveška                                     | 1.               |
| Njemačka                                     | 38.              |
| Švedska                                      | 18.              |
| Švicarska                                    | 47.              |
| Ujedinjeno Kraljevstvo (Physical Albums)     | 89.              |
| Ujedinjeno Kraljevstvo (Rock & Metal Albums) | 10.              |